# Аляпі рудоголовий
Аля́пі рудоголовий (Percnostola rufifrons) — вид горобцеподібних птахів родини сорокушових (Thamnophilidae). Мешкає в Південній Америці.

## Підвиди
Виділяють чотири підвиди:
- P. r. rufifrons (Gmelin, JF, 1789) — східна і південна Гаяна, Суринам, французька Гвіана і північно-східна Бразильська Амазонія (від північно-східної Рорайми і річки Тромбетас на схід до Амапи);
- P. r. subcristata Hellmayr, 1908 — північна Бразилія (від нижньої течії Ріу-Негру на схід до річки Тромбетас);
- P. r. minor Pelzeln, 1868 — східна Колумбія, південно-західна Венесуела і північний захід Бразильської Амазонії;
- P. r. jensoni Capparella, Rosenberg, GH & Cardiff, 1997 — північний схід Перу (Лорето).

## Поширення і екологія
Рудоголові аляпі мешкають в Колумбії, Венесуелі, Перу, Бразилії, Гаяні, Суринамі і Французькій Гвіані. Вони живуть в підліску вологих і сухих рівнинних тропічних лісів, на узліссях, у вологих мангрових лісах, на болотах і в саванах. Зустрічаються переважно на висоті до 500 м над рівнем моря. Живляться комахами.